# Tectaria singaporiana
Tectaria singaporiana là một loài thực vật có mạch trong họ Dryopteridaceae. Loài này được (Wall. ex Hook. & Grev.) Ching miêu tả khoa học đầu tiên năm 1931.